# Malikisme

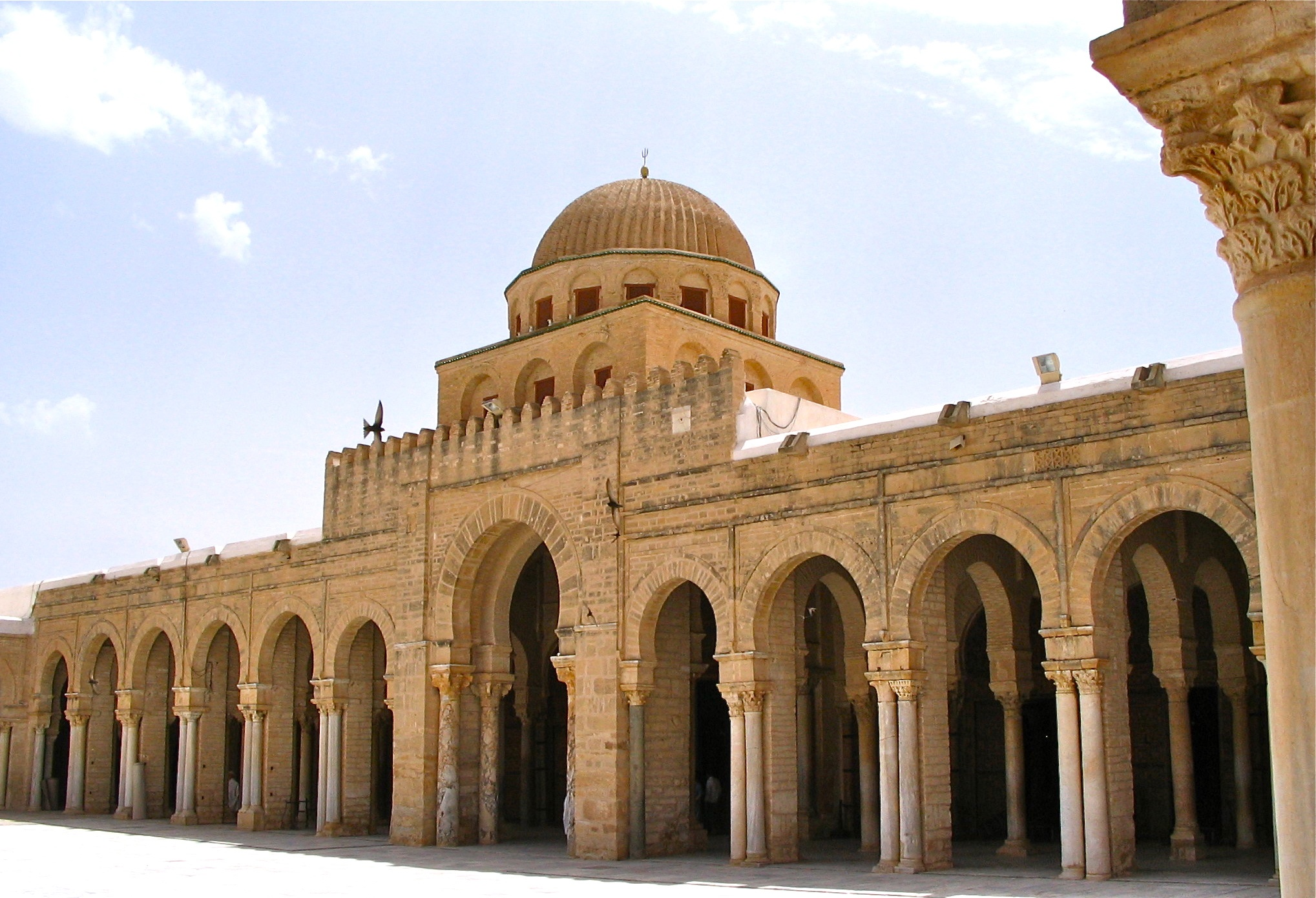
La grande mosquée de Kairouan (également appelée mosquée Oqba Ibn Nafi) avait, depuis le IXe siècle, la réputation d'être l'un des plus importants centres d'enseignement de la jurisprudence malikite ; elle est située à Kairouan en Tunisie.

Le malikisme ou malékisme (en arabe : مذهب مالكي, en berbère: Tamalikit) est l'un des quatre madhahib, écoles du droit musulman sunnite. Il est fondé sur l'enseignement de l'imam Mâlik ibn Anas (711 - 795), juriste (faqîh), théologien et traditionniste (mouhaddith) originaire de Médine.
Cette école est aujourd'hui majoritaire au Maghreb, en Afrique de l'Ouest, au Tchad, au Soudan, en Haute-Égypte, au Koweït et dans l'émirat de Dubaï. Par le passé, l’école malikite existait également dans certaines parties de l’Europe sous domination islamique, en particulier Al-Andalus et l’émirat de Sicile. Dans le monde, c'est la deuxième école en nombre de suiveurs (personnes faisant son taqlid). Il s'agit de l'école la plus répandue en France.
Cette école diffère essentiellement des trois autres du fait qu'elle est plus structurée et hiérarchisée avec un primat à sa tête et par les sources qu'elle utilise pour déterminer la jurisprudence[Quoi ?].
Si les quatre écoles utilisent toutes le Coran, la sunna, ainsi que l'Ijmâ' (le consensus des sahaba) et les analogies (qiyâs), le malikisme se distingue par son utilisation des pratiques des premiers habitants musulmans de Médine (Amal ahl al-medina) comme source de la jurisprudence islamique (fiqh) et fait grand cas de la tradition (hadith), tout en prenant en considération l'intérêt public (maslaha). Ce dernier est un trait caractéristique du droit malékite.

## Formation dumadhhab
L'imam Malik rapportait les ahadith et discutait leurs significations en contexte. Soit il citait des hadith et des athar (dires des sahaba) sur des domaines de la charia en discutant leurs conséquences, soit il demandait à ses élèves s'il y avait dans leurs contrées un problème qu'ils pouvaient tenter de résoudre.
Après avoir achevé son recueil al-Muwatta, il le récitait à ses étudiants avec des variations en ajoutant ou en soustrayant quelques ahadith selon qu'il recevait des nouvelles informations.
Il évitait scrupuleusement le fiqh hypothétique ; ainsi son école était rattachée aux « gens du hadith » (ahl al-hadith) en opposition aux « gens de la raison » (ahl al-râ'y). Cependant, il montre de la méfiance à l'égard de certains hadiths : il rejette la tradition d'Irak et tous les hadiths liés au chi'isme et au kharidjisme.
Le malikisme s'est répandu surtout en Égypte et au Maghreb, assez peu en Orient. Il eut peu d'influence en Perse. Il fut présent en Égypte dès le VIIIe siècle. Il fut introduit en Tunisie par Asad Bn Furât.

## Sources du droit malikite
Les sources du droit malikite sont au nombre de neuf et classées par ordre d'importance :
1. Le Coran
2. La Sunna
3. La pratique des gens de Médine
4. Le consensus des compagnons
5. L'opinion individuelle d'un compagnon
6. Le raisonnement par analogie (Qiyas)
7. La coutume isolée de certains médinois
8. L'intérêt général (maslaha)
9. La coutume locale ('urf)

### Le Coran
En tant que livre révélé par Dieu, le Coran est la source première que l'imam Malik applique sans restriction aucune.

### La sunna
La Sunna est la deuxième source du droit islamique. Tout comme Abû Hanîfa, Malik impose quelques restrictions à son utilisation : si un hadith contredit la pratique des Médinois, il le rejette. Malik n'exige toutefois pas que le hadith soit connu (mashhûr) pour l'appliquer, à la différence d'Abou Hanifa. L'imam Malik utilise donc tout hadith pour peu que les narrateurs aient été fiables et n'étaient pas des forgeurs de hadith ou à mémoire faible.

### La pratique des gens de Médine
La pratique des Médinois (amal ahl al-Madinah) : l'imam Malik soutient qu'en raison de la proximité des gens de Médine, ville où le Prophète a vécu ses dix dernières années et mis en place la loi islamique, avec les compagnons (sahaba), leurs pratiques était une source légitime du droit. Malik considérait ainsi ce point-là comme une sunna plus qu'authentique où l'action parle plus que les mots : le mode de vie des habitants de la cité est vu comme une sunna appliquée. Sa valeur juridique peut donc dépasser celle du hadith ahad (ar) (rapporté par une seule personne), conformément à la parole d'Ibn Mahdi (ar): « la sunna qui est avancée parmi la sunna des gens de Médine est meilleure que le hadith ».

### Le consensus des compagnons
Le consensus des compagnons (Ijmâ') désigne l'opinion unanime des sahaba sur une question donnée qui n'est pas mentionnée dans une source précédente. Ce consensus prend alors le dessus sur l'opinion personnelle de tout juriste.

### L'opinion individuelle d'un compagnon
L'imam Malik donnait toute son importance aux déclarations des sahaba, qu'ils soient d'accord entre eux ou non, et les inclut dans son livre Al-Muwatta. Le consensus des sahaba était cependant plus fort qu'une opinion individuelle d'un sahabi.

### Le raisonnement par analogie
Dans les domaines où il n'y avait aucune preuve claire disponible, le qiyas, c'est-à-dire opérer un raisonnement par analogie d'une question de droit à une autre, est admis par Malik.

### La coutume isolée de certains médinois
La coutume isolée de certains médinois : Malik pensait que même les pratiques isolées des médinois devaient être d'origine sahabi, voire venir de Mahomet : tant qu'elles n'étaient pas en contradiction avec un quelconque hadith elles étaient acceptées.

### L'intérêt général
L’Istislâh (intérêt général) : comparable au principe d'istihsân (préférence) de l'école hanafite, c'est en fait chercher ce qui est le plus adéquat. Cela concerne un évènement qui n'est pas considéré par la charia mais qui est pour l'intérêt commun. Un exemple est la décision d'Ali, le quatrième calife, sur un groupe, jugé coupable d'un meurtre, quand bien même un seul membre du groupe l'avait commis.

### La coutume locale
La coutume locale ('urf) : les coutumes locales entrent en jeu quand il n'y a pas d'injonctions religieuses disponibles. C'est ce principe qui est à l'origine de l'inclusion de certaines pratiques culturelles vues comme religieuses par un observateur extérieur. Par exemple, le mot arabe "Daabbah" signifie en Syrie un cheval, mais dans les autres contrées arabes il désigne tout animal à quatre pattes. Ainsi un contrat passé en Syrie avec ce terme ne nécessiterait pas de plus amples explications, à la différence des autres régions.

## Élèves et savants malikites célèbres

### Classiques (jusqu'auXIIesièclede l'Hégire)
- Sidi Ali Ben Ziyad (m. 183 AH)
- Ibn Al-Qâssim (m. 191 AH)
- Ibn Wahb (m. 197 AH)
- Ashhab (ar) (m. 204 AH)
- Assad ibn al-Furat (m. 213 AH)
- Asbagh ibn al-Faraj (m. 225 AH)
- Yahya ibn Yahya al-Laythi (en) (m. 234 AH)
- Sahnoun ibn Saïd ibn Habib at-Tanukhi (m. 240 AH)
- Ibn Abî Zayd Al-Qayrawânî, surnommé « le petit imam Malik » (m. 386 AH)
- Ibn Abi Zamanine (m. 399 AH)
- Abû Bakr Ibn At Tayyib Al Bâqillânî (m. 403 AH)
- Sidi Mahrez (m. 413 AH)
- Qadi 'Abd al-Wahhab (en) (m. 422 AH)
- Abou Imran al-Fassi (en) (m. 430 AH)
- Waggag ibn Zallou al-Lamti (en) (m. 445 AH)
- Ibn Abd el-Barr (m. 463 AH)
- Abou al-Walid al-Baji (en) (m. 474 AH)
- Al-Lakhmi (en) (m. 478 AH)
- Ben Tachfine (m. 500 AH), cofondateur de la ville de Marrakech
- Ibn Ruchd al-Jadd (m. 520 AH)
- At-Tourtouchi (en) (m. 520 AH)
- Al-Maziri (en) (m. 536 AH)
- Ibn Baradjane (en) (m. 536 AH)
- Abu Bakr Ibn al-Arabi (m. 543 AH)
- Cadi Ayyad (m. 544 AH)
- Al-Souhaïli (m. 581 AH)
- Ibn Ruchd[9] (m. 595 AH)
- Ibn Al-Kattane (en) (m. 631 AH)
- Al-Azafi (en) (m. 633 AH)
- Al-Qurtubi (m. 671 AH)
- Al-Karafi (en) (m. 684 AH)
- Ibn 'Ata Allah (m. 709 AH)
- Al-Zarwili (en) (m. 719 AH)
- Ibn Rochaïd (m. 721 AH)
- Ibn al-Hajj (en) (m. 737 AH)
- Ibn Juzayy (m. 758 AH)
- Khalil ibn Ishaq al-Jondi (m. 766 AH), l'auteur du célèbre Mukhtasar Khalil
- Ibn Battûta (m. 779 AH)
- Ibn Marzouk (m. 781 AH)
- Ash Shâtibî (m. 790 AH)
- Ibn Arafa (m. 803 AH)
- Ibn Khaldoun (m. 808 AH)
- Ibn al-Sakkak (en) (m. 818 AH)
- Taqi al-Din Muhammad ibn Ahmad al-Fassi (en) (m. 832 AH)
- Sidi Abderrahman et-Thaâlibi (m. 872 AH)
- Ibn al-Azraq (m. 896 AH)
- Zarrouq (m. 899 AH)
- Ibn Hilal al-Sijilmassi (en) (m. 903 AH)
- Ibn Ghazi (en) (m. 910 AH)
- Ali ibn Qassim al-Zaqqaq (en) (m. 912 AH)
- Al-Wansharisi (m. 914 AH)
- Ahmad ibn Abi Jum'ah (m. 917 AH), auteur de la célèbre fatwa d'Oran
- Al-Hattab (en) (m. 954 AH)
- Abderrahmane al-Akhdari (m. 983 AH)
- Al-Mandjour (en) (m. 995 AH)
- Al-Tamgrouti (m. 1003 AH)
- Ibn Ashir (m. 1040 AH), l'auteur du Matn « Al Murchid ul Mu'in »
- Al-Laqani (en) (m. 1041 AH)
- Mayyara (en) (m. 1072 AH)
- Al-Mourabit (en) (m. 1089 AH)
- Abdelkader al-Fassi (en) (m. 1091 AH)
- Abderrahmane al-Fassi (en) (m. 1096 AH)
- Az-Zorkani (en) (m. 1099 AH)
- Mohamed Az-Zorkani (en) (m. 1122 AH)
- Ibn al-Tayeb (en) (m. 1170 AH)
- Al Jassûs (m. 1182 AH)
- Al-Bannani (en) (m. 1194 AH)
- Ad-Dardir (en) (m. 1201 AH)
- Al-Tawoudi Ibn Souda (en) (m. 1209 AH)
- Al-Qassim al-Sijilmassi (en) (m. 1214 AH), auteur de l'Amal al-Mutlaq

### Contemporains (à partir duXIIIesièclede l'Hégire)
- Ahmed Tijani (m. 1230 AH)
- Ad-Dessouki (en) (m. 1230 AH)
- Al-Hajj Al-Fassi (en) (m. 1232 AH)
- Usman dan Fodio (m. 1233 AH), fondateur de l'empire de Sokoto
- Ahmad as-Sawi al-Misri (ar) (m. 1241 AH)
- Oumar Tall (m. 1280 AH), fondateur de l'empire toucouleur
- Muhammad Elîsh (m. 1299 AH)
- l'Émir Abdelkader (m. 1300 AH)
- Al-Alaoui (m. 1305 AH)
- Famille Ennaifer famille tunisienne de ouléma malikites
- Famille Djaït famille tunisienne de ouléma malikites
- Famille Malki famille tunisienne de Cheikh Salah Malki
- Al ach-Cheikh, famille saoudienne d'ouléma malikites
- Abder-Rahman Elîsh El-Kebîr
- Issa ibn Akkas (ar) (m. 1338 AH)
- Seydi Al Hajj Malik Sy (m. 1340 AH)
- Ahmed Harrak Srifi (m. 1344 AH)
- Ahmadou Bamba Mbacké (m. 1346 AH)
- Omar al-Mokhtar (m. 1350 AH)
- Ahmad al-Alawi (m. 1353 AH)
- Ahmed Skiredj (m. 1363 AH)
- Mebarek el Mili (m. 1364 AH)
- Tayeb el-Oqbi (m. 1379 AH)
- Abdelkrim (m. 1382 AH)
- Mohamed Bachir El Ibrahimi (m. 1385 AH)
- Ammar ibn Lazar (ar) (m. 1389 AH)
- Mohamed Fadhel Ben Achour (m. 1390 AH)
- Mohammed ash-Shanqîtî (m. 1393 AH)
- Mohamed Tahar Ben Achour (m. 1393 AH)
- Ibrahim Niasse (m. 1395 AH), Cheikh al-Islam
- Mohammed ibn Al-Siddiq al-Zamzami (ar) (m. 1408 AH)
- Abdellah Guennoun (m. 1409 AH)
- Abdullah ibn Ibrahim al-Ansari (ar) (m. 1410 AH)
- Abdullah ibn Al-Siddiq al-Ghoumari (en) (m. 1413 AH)
- Mohamed El-Mekki Naciri (m. 1414 AH)
- Ismaïl ibn Mohammed al-Ansari (ar) (m. 1417 AH)
- Mohammed Belkebir (it), savant algérien du Touat (m. 1421 AH)
- Muhammad 'Alawî Al Mâlikî (m. 1425 AH)
- Mohammed Salim ibn Abd al-Wadoud (de) (m. 1430 AH)
- Farid al-Ansari (m. 1430 AH)
- Muhammad Al-Saïdi Al-Jirdi (ar) (m. 1442 AH)
- Abdallah ben Bayyah (en)
- Rachid Al Marikhi (en)
- Chams Ad-Dîn al-Djazaïri (ar)
- Othman Battikh
- Ahmed el-Tayeb
- Salâh Ud Dîn At Tijânî
- Hamza Yusuf
- Muhammad al-Yaqoubi (en)
- Saïd Al Kamali (ar)
- Cheikh Mouhamad Ndiaye Dabaye, imam de Thiès

D'autres élèves de l'imam Malik modifièrent quelque peu ce qu'ils avaient appris de lui tels que Mouhammad Al-Chaybani, le hanafite.
Muhammad Ibn Idris ash-Châfi'î pour sa part combina ce qu'il avait appris de l'Imam Malik avec d'autres connaissances et créa son propre madhhab, le chafi'isme.